# Mutamakalahalli, Chintamani
Mutamakalahalli là một làng thuộc tehsil Chintamani, huyện Chikkaballapur, bang Karnataka, Ấn Độ.